# 帕里斯峰
64°30′S 63°22′W / 64.500°S 63.367°W
帕里斯峰（英語：Paris Peak）是南極洲的山峰，位於帕默群島的昂韋爾島，屬於特洛伊山脈的一部分，海拔高度1,645米，在1955年由英國探險隊測量，現時由南極條約體系管理。